# Alvis TD 21
Alvis TD 21 är en bilmodell från brittiska Alvis som tillverkades mellan 1958 och 1963. Denna modell tillverkades i 1 070 exemplar.